# Tarao (langue)
Pour les articles homonymes, voir Tarao (homonymie).
Le tarao est une langue tibéto-birmane parlée dans l'État du Manipur, en Inde, par 870 Taraos dans les collines du district de Chandel.

## Classification interne
Le tarao appartient au sous-groupe kuki-chin des langues tibéto-birmanes.

## Phonologie
Les tableaux présentent les phonèmes vocaliques et consonantiques du Tarao.

### Voyelles
|         | Antérieure | Centrale | Postérieure |
| ------- | ---------- | -------- | ----------- |
| Fermée  | i [i]      |          | u [u]       |
| Moyenne | e [e]      | ə [ə]    | o [o]       |
| Ouverte |            | a [a]    |             |

### Consonnes
|              |               | Labiales  | Labiales  | Alvéolaires | Alvéolaires | Alvéolaires | Dorsales | Glottales |
| ------------ | ------------- | --------- | --------- | ----------- | ----------- | ----------- | -------- | --------- |
| Bilabiales   | Labiodentales | Centrales | Latérales | Palatales   | Vélaires    |             |          | Glottales |
| Occlusives   | sourdes       | p [p]     |           | t [t]       |             |             | k [k]    |           |
| Occlusives   | aspirées      | ph [pʰ]   |           | th [tʰ]     |             |             | kh [kʰ]  |           |
| Occlusives   | sonores       | b [b]     | d [d]     |             |             |             | g [g]    |           |
| Affriquées   | sourdes       |           |           |             |             | c [ t͡ʃ ]    |          |           |
| Affriquées   | sonoress      |           |           |             |             | j [ d͡ʒ]     |          |           |
| Fricatives   | Fricatives    |           | s [s]     |             |             |             |          | h [h]     |
| Nasales      | Nasales       | m [m]     |           | n [n]       |             |             | ŋ [ŋ]    |           |
| liquide      | liquide       |           |           | r [r]       | l [l]       |             |          |           |
| Semi-voyelle | Semi-voyelle  | w [w]     |           |             |             | y [ j]      |          |           |

## Source
- (en) Chungkham Yashawanta Singh, 2002, Tarao Grammar, New Delhi, Akansha Publishing House  (ISBN 81-87606-16-9)